# 烏克蘭伊斯蘭教
烏克蘭伊斯蘭教，大多數追隨者是克里米亞韃靼人。截至2012年估計有500000穆斯林生活在烏克蘭，其中約300,000人克里米亞韃靼人。今天，伊斯蘭教是最大的少數宗教。

## 穆斯林在烏克蘭的歷史
雖然烏克蘭人主要是東正教和東儀天主教基督徒，但伊斯蘭教也存在很久，在金帳汗國時代傳入克里米亞。克里米亞汗國成立後伊斯蘭教就是主要宗教，直到18世紀後期，汗國領土被俄羅斯帝國吞併。
克里米亞韃靼人是遜尼派穆斯林，穆夫提被視為最高的宗教人物。各社區分別由當地阿訇負責管理。
克里米亞汗國首都巴赫奇薩賴有十八座清真寺和伊斯蘭學校，在18世紀，當它被俄國征服，俄羅斯帝國開始迫害的穆斯林人口，和近16萬韃靼人被迫離開克里米亞進入土耳其帝国。

## 20世紀
在1917年俄國革命時，穆斯林佔克里米亞三分之一的人口。幾乎在所有克里米亞主要的城市也有顯著的穆斯林人口。
在1944年，克里米亞韃靼人強制流放。斯大林指責他们與納粹德國合作，近20萬克里米亞韃靼人被驅逐到中亞，主要是烏茲別克斯坦、哈薩克斯坦和某些地區的俄羅斯蘇維埃聯邦社會主義共和國。據估計，約45％的克里米亞穆斯林在1944-1945因飢餓和疾病死亡，財產和領土由俄羅斯人接收。這導致了烏克蘭在未來巨大影響的人口變化。雖然1967年蘇聯去除對克里米亞韃靼人的指控，但是蘇聯政府什麼也沒做，克里米亞韃靼人於1989年才開始遣返故土。

## 烏克蘭今天的穆斯林
自烏克蘭獨立於1991年，更多的克里米亞韃靼人已經回到克里米亞。穆斯林被分為不同的族群，但大部分是韃靼血統，同時也包括車臣難民在内其他族群，但比例不顯著。
穆斯林在烏克蘭有445社區，433的部長，以及160座清真寺，還有更多的清真寺正在興建。
在克里米亞，烏克蘭穆斯林回升到人口的12％。至少30烏克蘭穆斯林社區工作，但沒有正式註冊。
根據2001年的人口普查，烏克蘭有248,193克里米亞韃靼人，73,304伏尔加鞑靼人，45,176阿塞拜疆人，12,353烏茲別克人，8,844土耳其人，6,575 阿拉伯人和5,526哈薩克人。
截至2012年，估計有50萬穆斯林在烏克蘭，其中約30萬是克里米亞韃靼人。

## 古蘭經和聖訓的烏克蘭語翻譯
一些試圖對古蘭經和聖訓的烏克蘭語翻譯，在上個世紀開展了。有二至三個版本